# SNOW AGAIN
「SNOW AGAIN」（スノー・アゲイン）は、1997年11月19日に森高千里が発表した楽曲、及び34枚目のシングル。CDコードはEPDA-53。

## 概要
明治チョコレート「Meltykiss」CMソングに使われ、このTVCMには本曲のPVの一部が使われるほか、音源化された本曲と違うバージョンが使われている（途中途中で商品名「Melty kiss」と呼んでおり、このCM曲バージョンは現在も音源化されていない）。
PVにて列車で旅立つ仲間を森高らが駅のホームで見送るシーンがあるが、その駅は北海道のニセコ駅である。また、森高が海岸で歌うシーンは、島牧郡島牧村の江ノ島海岸でロケーションが行われた。
翌1998年に発売された森高のアルバム『Sava Sava』にも収録された。
なお、本曲が現在まで、森高のシングル曲でオリコン10位内に入った最後の楽曲である。

## 収録曲
1. SNOW AGAIN （作詞：森高千里／作曲：高橋諭一）
  - 明治チョコレート「Melty kiss」CMソング
2. パッパッパヤ （作曲：森高千里）
3. SNOW AGAIN （オリジナル・カラオケ）

## 演奏

### SNOW AGAIN
- 森高千里　ドラムス、コーラス
- 高橋諭一　アコースティックギター、キーボード
- 橋本慎  　アコースティックピアノ、キーボード
- 瀬戸由紀男　エレキギター、ベース

### パッパッパヤ
- 森高千里　ドラムス、コーラス、ピアニカ
- 高橋諭一　アコースティックギター、キーボード
- 橋本慎 　フェンダーローズ、クラヴィネット、シンセサイザー
- 瀬戸由紀男　エレキギター

## カバー
- 美吉田月（2008年、アルバム『LOVE GIFT～pure flavor extra～』に収録）
- 野川さくら（2010年、J-POPカバー・アルバム『WINTER SONG COVER BEST』に収録）